# Werdingite
La werdingite è un minerale.